# Miss Internacional 1984
Miss Internacional 1984 fue la 24.ª edición de Miss Internacional, cuya final se llevó a cabo en Kanagawa Prefectural Civic Hall, en la Yokohama, Japón el 30 de octubre de 1984. Candidatas de 46 países y territorios compitieron por el título. Al final del evento Gidget Sandoval, Miss Internacional 1983 de Costa Rica coronó a Julieta Urrutia de Guatemala como su sucesora.

## Resultados
| Resultados finales      | Concursante |
| ----------------------- | --- |
| Miss Internacional 1984 | - Guatemala - Julieta Urrutia |
| 1° Finalista            | - Venezuela - Miriam Leydermann |
| 2° Finalista            | - Suecia - Gunilla Kohlström |
| Semifinalistas (Top 15) | - Alemania - Petra Geisler - Brasil - Ana Glitz - España - Soledad Pila - Finlandia - Tiina Laine - Inglaterra - Karen Moore - India - Nalanda Bhandar - Islandia - Goulaug Brynjolfsdottir - Israel - Pazit Cohen - Japón - Junko Ueno - México - Adriana González - Panamá - Vielka Marciac - Portugal - Teresa Pinto |

### Premios especiales
- Miss Simpatía:  Malasia - Jennifer Foong
- Miss Fotogénica:  Portugal - Teresa Pinto
- Traje Nacional:  México - Adriana González
- Miss Elegancia:  Panamá - Vielka Marciac

## Relevancia histórica del Miss Internacional 1984
- Guatemala gana Miss Internacional por primera vez y se convierte en el segundo país de Centroamérica en obtener este título.
- Venezuela obtiene el puesto de Primera Finalista por primera vez.
- Suecia obtiene el puesto de Segunda Finalista por primera vez.
- España e Inglaterra clasifican por tercer año consecutivo.
- Japón clasifica por segundo año consecutivo.
- Finlandia y México clasificaron por última vez en 1982.
- Alemania, Brasil, Suecia y Venezuela clasificaron por última vez en 1981.
- India clasificó por última vez en 1976.
- Islandia clasificó por última vez en 1973.
- Portugal clasificó por última vez en 1972.
- Panamá clasificó por última vez en 1962.
- Guatemala clasifica por primera vez a semifinales.
- Australia, Bélgica e Irlanda rompen una racha de clasificaciones que mantenían desde 1981.
- Colombia rompe una racha de clasificaciones que mantenía desde 1980.
- Estados Unidos rompe una racha de clasificaciones que mantenía desde 1974.
- De Europa entraron siete representantes a la ronda de cuartos de final, transformándose este en el continente con más semifinalistas; no obstante, solo Suecia llegó a la final.
- Ninguna nación de África u Oceanía pasó a la ronda semifinal.

## Candidatas
46 candidatas participaron en este certamen:
| - Alemania - Petra Geisler - Australia - Barbara Francisca Kendell - Austria - Isabella Haller - Bélgica - An Van Den Broeck - Bolivia - María Cristina Gómez - Brasil - Anna Glitz - Canadá - Terry Lee Bailey - Colombia - Silvia Maritza Yunda Charry - Corea - Kim Kyoung-ree - Costa Rica - Mónica Zamora Velasco - Dinamarca - Catharina Clausen - Escocia - Siobhan Fowl - España - Soledad Marisol Pila Balanza - Estados Unidos - Sandra Lee Percival - Filipinas - Maria Bella de la Peña Nachor - Finlandia - Tiina Johanna Kaarina Laine - Francia - Corinne Terrason - Gales - Jane Ann Riley - Grecia - Vivian Galanopoulou - Guam - Eleanor Benavente Umagat - Guatemala - Ilma Julieta Urrutia Chang - Holanda - Rosalie van Breemen - Honduras - Myrtice Elitha Hyde | - Hong Kong - Debbie Tsui Yuen-Mei - India - Nalanda Ravindra Bhandari - Inglaterra - Karen Lesley Moore - Irlanda - Karen Curran - Islandia - Gudlaug Stella Brynjolfsdóttir - Israel - Pazit Cohen - Italia - Monica Gallo - Jamaica - Kelly Anne O'Brien - Japón - Junko Ueno - Malasia - Jennifer Foong Sim Yong - Marianas del Norte - Mary Celeste Sasakura Mendiola - México - Adriana Margarita González García - Noruega - Monika Lien - Nueva Zelanda - Trudy Ann West - Panamá - Vielka Mariana Marciac - Portugal - Teresa Alendouro Pinto - Singapur - Wong Leng - Suecia - Gunilla Maria Kohlström - Suiza - Gabrielle Amrein - Tailandia - Pranee Meawnuam - Turquía - Gamze Çuhadaroglu - Venezuela - Miriam Leiderman Eppel - Zaire - Ngalula Wa Ntumba Bagisha |

### No concretaron su participación
- Argentina - Fabiana Gómez
- Puerto Rico - Sandra Beauchamp Roche

## Crossovers
| Miss Universo - 1983: Inglaterra - Karen Moore (Cuarta finalista) - 1984: Dinamarca - Catharina Clausen - 1984: Gales - Jane Ann Riley - 1984: Guatemala - Julieta Urrutia (Semifinalista) - 1984: Honduras - Myrtice Hyde - 1985: Bélgica - An Van Den Broeck Miss Mundo - 1984: Honduras - Myrtice Elitha Hyde - 1985: Bélgica - An Van Den Broeck | Miss Europa - 1984: Inglaterra - Karen Moore (Semifinalista) - 1985: Bélgica - An Van Den Broeck - 1985: Islandia - Gudlaug Brynjolfsdóttir World Miss University - 1984: Holanda - Rosalie van Breemen (Ganadora) Reinado Internacional del Café - 1982: Guatemala - Julieta Urrutia (Primera princesa) |